# Norborneen
Norborneen, ook bekend onder de namen norbornyleen en norkamfeen, is een gebrugde organische verbinding met als brutoformule C7H10. De stof komt voor als een witte vaste stof met een doordringende geur. De structuur van de molecule kan opgevat worden als die van cyclohexeen met een CH2-brug tussen de koolstofatomen naast de dubbele binding. Zowel de brug als de dubbele binding zorgen voor een hoge ringspanning en daarmee voor extra reactiviteit van de verbinding.

## Synthese
Norborneen, en een groot aantal derivaten ervan, wordt bereid via een diels-alderreactie tussen een cyclopentadieen en etheen.

## Reacties
De zuur-gekatalyseerde additie van water aan de dubbele binding van norborneen levert norborneol. Deze reactie is theoretisch van belang in verband met het optreden van niet-klassieke carbokationen. De additie van mierenzuur tot het overeenkomstig norbornylformiaat is een voorbeeld van de stereoselectiviteit van de additiereactie:
Door aanwezigheid van de brug treedt in zeker mate sterische hindering op aan de endo-zijde van de zesring. Daardoor levert de epoxidatie met 3-chloorperoxybenzoëzuur (de Prileschajew-reactie) vrijwel alleen (99%) het exo-isomeer op:

## Polynorbornenen
Norbornenen vormen een belangrijke groep van monomeren in ringopeningmetathesepolymerisaties (ROMP) onder invloed van katalysatoren (zoals Grubbs' katalysator). Polynorbornenen vormen polymerenmet een hoge glastemperatuur en doorzicht.
Naast de polymerisatie via ringopening ondergaan norbornenen ook de gewone vinyl-additiepolymerisatie.

## Toepassingen
Hoewel norborneen in vrij grote hoeveelheden door de chemische industrie geproduceerd kan worden, is het aantal toepassingen beperkt tot tussenstoffen (intermediaren) in de productie van geneesmiddelen, pesticiden, producten voor speciale toepassingen en algemeen organische synthese. Met etheen wordt een copolymeer gevormd met een ringstructuur in de keten.